# Gallinago nigripennis
Il beccacino africano (Gallinago nigripennis, Bonaparte 1839) è un uccello della famiglia degli Scolopacidae dell'ordine dei Charadriiformes.

## Sistematica
Gallinago nigripennis ha tre sottospecie:
- G. nigripennis aequatorialis
- G. nigripennis angolensis
- G. nigripennis nigripennis

## Distribuzione e habitat
Questo uccello vive in Africa, dal Sudan e l'Etiopia fino al Sudafrica; manca a nord e a ovest della Repubblica Democratica del Congo.